# Camp Dubois

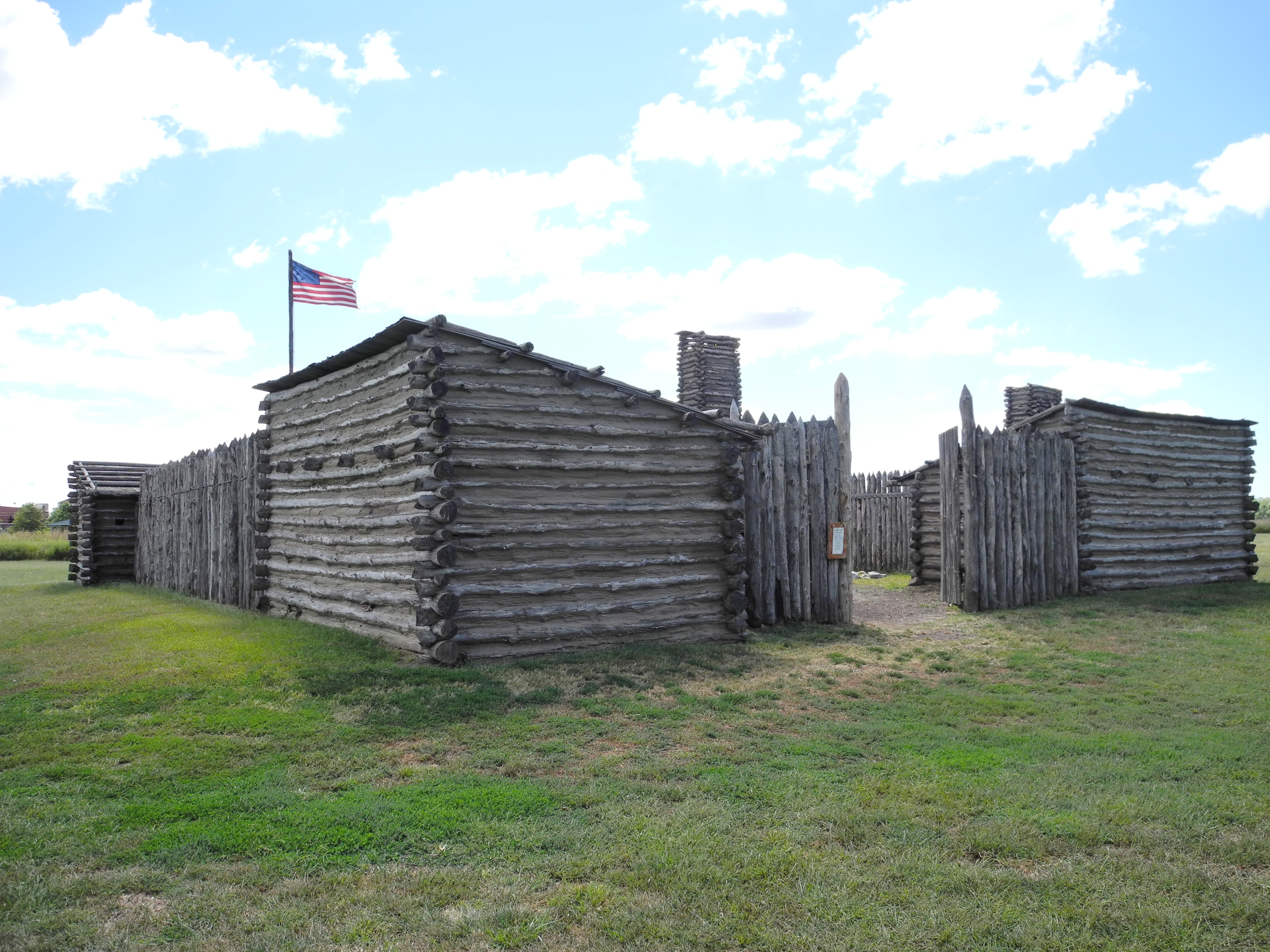
Modern rekonstruktion av Camp Dubois.

Camp Dubois var Lewis och Clark-expeditionens vinterläger, 12 december 1803 till 14 maj 1804. 

## Belägenhet
Camp Dubois var beläget på Illinoissidan, mittemot Missouriflodens utlopp i Mississippifloden. Detta var av betydelse eftersom Louisianaterritoriet inte överfördes från Frankrike till USA förrän den 10 mars 1804. Övervintringen kunde alltså äga rum på amerikanskt territorium.